# Die goldene Eins
Die goldene Eins war eine Fernsehshow der ARD und der ARD-Fernsehlotterie. Sie wurde in  Das Erste von 1985 bis 2001 ausgestrahlt. 

## 1985 bis 1991 täglich während IFA

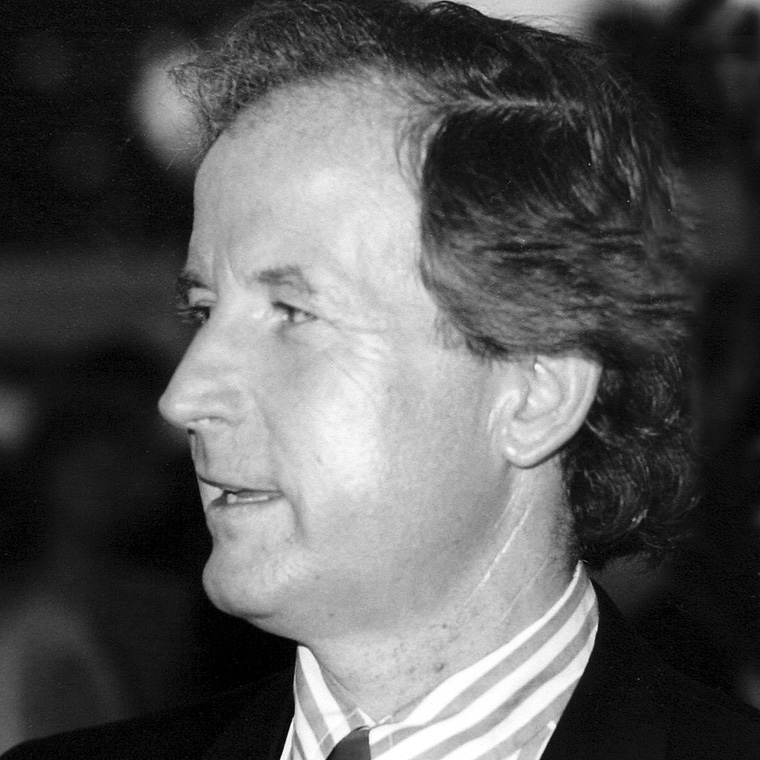
Max Schautzer

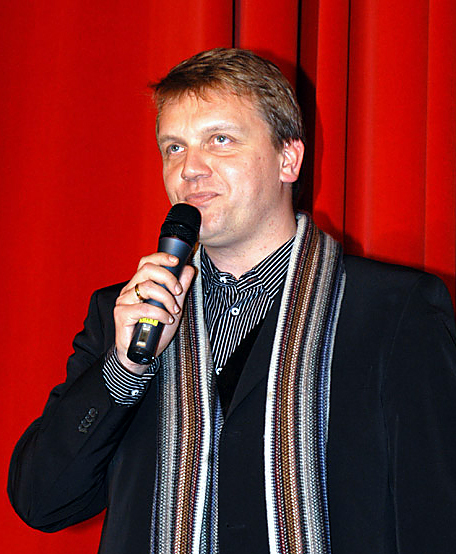
Hape Kerkeling

### Ausstrahlung
Die Sendung wurde erstmals 1985 als mehrstündige große Nachmittagsshow im Rahmen der IFA täglich aus Berlin ausgestrahlt.

### Moderation
Moderatoren der IFA-Sendungen waren Michael Schanze, Sigi Harreis, Max Schautzer, Hape Kerkeling, Carmen Nebel, Karl Moik, Jürgen von der Lippe, Klaus Eberhartinger und Harald Schmidt.

## 1989 bis 2001 monatlich

### Ausstrahlung
1989 wurde Die ARD Fernsehlotterie in Die Goldene Eins umgewandelt und lief einmal im Monat, 45 Minuten lang montags um 20.15 Uhr, in der ARD. Der Sendetermin blieb auch, nachdem die ARD wieder den alten Namen eingeführt hatte.

### Moderation
- Max Schautzer (1989–1996)
- Ingo Dubinski (1996–2001)
- Rüdiger Wolff (2001, Vertretung)

## 2002
Im Jahr 2002 wurde die Sendung in Musik zum Glück umgewandelt. Sie lief weiterhin monatlich. In der Sendung ging es um Musik, ein Kandidat musste den Künstler erraten. Es liefen fünf Sendungen unter diesem Namen. Eine Sechste folgte im Dezember, aber unter dem Titel Das Lied zum Glück. Da dieser Versuch ebenfalls missglückte, wurde die Sendung eingestellt.

### Moderation
- Ingo Dubinski (Folge 1 bis 5)
- Alida Gundlach (Folge 6)

## 2003
Im Jahr 2003 fand eine neue Sendung der Fernsehlotterie statt. Die Sendung hieß Deutschland Talente. Es gab wenige Ausgaben, die ebenfalls montags ausgestrahlt wurden.  Die Moderation zur Sendung übernahm Eva Herman. Nach ein paar Sendungen wurde die Sendung eingestellt.

## 2004

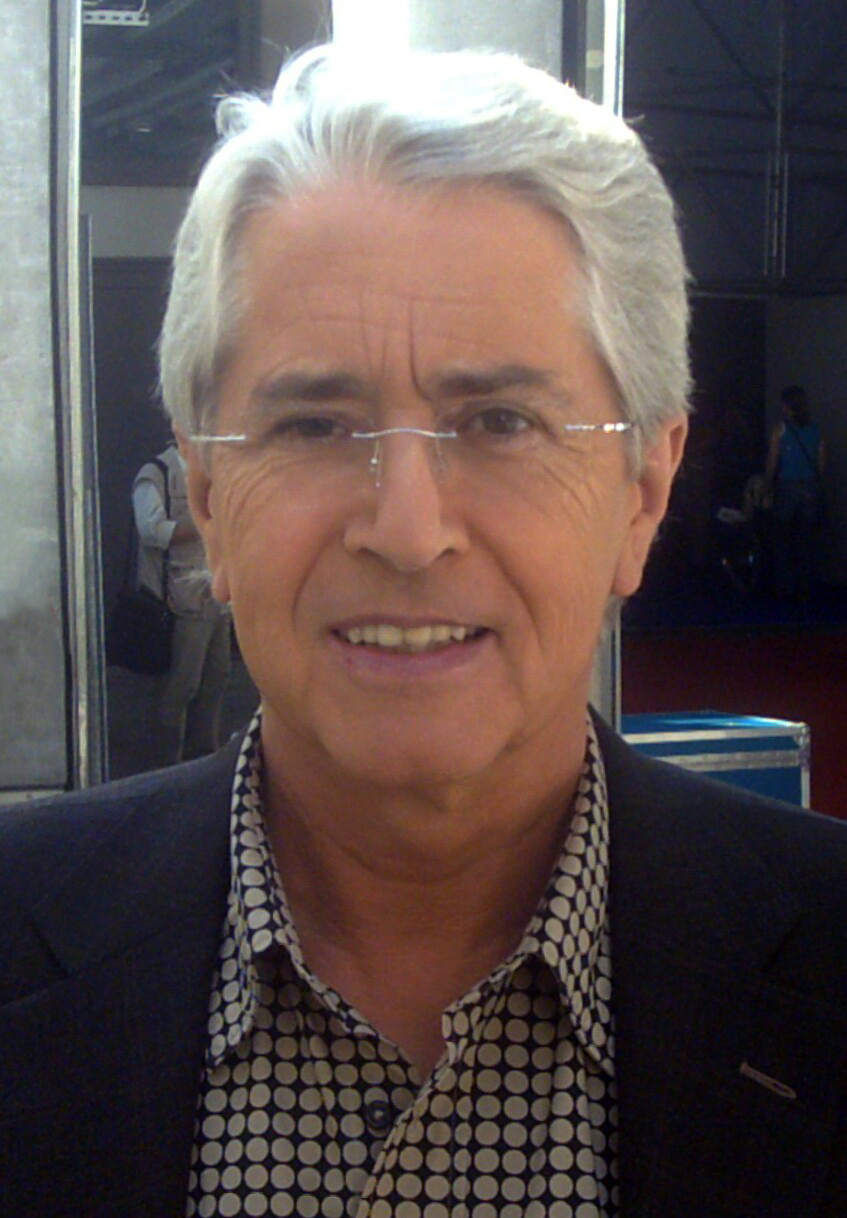
Frank Elstner

Im Jahr 2004 hieß die Sendung zur Lotterie Einfach Millionär. Diese Sendung wurde ebenfalls nach wenigen Sendungen eingestellt. In der Sendung wurden Spiele alter Sendungen nachgespielt.

### Moderation
- Frank Elstner
- Monica Lierhaus (Außenreporterin)